# Benjamin Maldonado
Benjamin Maldonado (4 de gener de 1928) és un exfutbolista bolivià.

## Selecció de Bolívia
Va formar part de l'equip bolivià a la Copa del Món de 1950. Participà en els campionats sud-americans de 1947 i 1949.